# Mamadou Diawara
Mamadou Diawara (Clermont-Ferrand, 26 luglio 1989) è un calciatore francese, attaccante dell'Al-Hala.

## Carriera
Ha giocato nella prima divisione portoghese ed in quella angolana.

## Palmarès

### Club

#### Competizioni nazionali
- Segunda Liga: 1

Belenenses: 2012-2013
- Girabola: 2

Recreativo do Libolo: 2014, 2015